# Playlist: The Very Best of Mariah Carey
A Playlist: The Very Best of Mariah Carey Mariah Carey amerikai énekesnő tizennyolcadik albuma és harmadik válogatásalbuma. 2010. január 26-án jelent meg; az énekesnő több, a Columbia Recordsnál korábban megjelent dalát tartalmazza, olyanokat is, amelyek kislemezen nem jelentek meg, de Mariah személyes kedvencei közé tartoznak. Új dalok nem szerepelnek rajta, és olyanok sem, amelyek Carey két következő kiadójánál jelentek meg. Az album a Sony Legacy Playlist sorozatának részeként jelenik meg. A CD környezetbarát csomagolásban jelenik meg, az albumon PDF fájlban találhatóak a dalok adatai és fényképek.

## Dallista
| #   | Cím                                                 | Eredeti album | Hossz |
| --- | --------------------------------------------------- | ------------- | ----- |
| 1.  | Dreamlover                                          | Music Box     | 3:53  |
| 2.  | Bliss                                               | Rainbow       | 5:44  |
| 3.  | Melt Away                                           | Daydream      | 4:00  |
| 4.  | Breakdown                                           | Butterfly     | 4:44  |
| 5.  | Make It Happen                                      | Emotions      | 5:07  |
| 6.  | Outside                                             | Butterfly     | 4:47  |
| 7.  | Vanishing                                           | Mariah Carey  | 4:12  |
| 8.  | Looking In                                          | Daydream      | 3:35  |
| 9.  | Emotions                                            | Emotions      | 4:09  |
| 10. | Babydoll                                            | Butterfly     | 5:07  |
| 11. | I Am Free                                           | Daydream      | 3:09  |
| 12. | Fantasy (Bad Boy Remix featuring Ol’ Dirty Bastard) | Daydream      | 4:54  |
| 13. | Underneath the Stars                                | Daydream      | 3:33  |
| 14. | Rainbow (Interlude)                                 | Rainbow       | 1:32  |